# گوری‌شانکار
گوری‌شانکار (همچنین Gauri Sankar یا Gauri Shankar; نپالی: गौरीशंकर; شرپا: Jomo Tseringma) کوهی در هیمالیای نپال است و به‌عنوان دومین قلهٔ بلند رولوالینگ هیمال پس از ملونگتسه (۷٬۱۸۱ متر) شناخته می‌شود. این نام از الههٔ هندو، گوری، یکی از تجلیات پارواتی، و همسر او، شانکار، گرفته شده است و بیانگر احترامی مقدس است که مردم نپال به آن دارند. مردم شرپا این کوه را جومو تسرینگما (Jomo Tseringma) می‌نامند. زمان استاندارد نپال (GMT+05:45) بر اساس نصف‌النهار این قله تنظیم شده است.

## موقعیت
گوری‌شانکار در نزدیکی لبهٔ غربی رولوالینگ هیمال و در فاصله‌ای حدود ۱۰۰ کیلومتر (۶۲ مایل) شمال شرقی کاتماندو قرار دارد. (این کوه تقریباً مستقیماً بین کاتماندو و قله اورست واقع شده و از کاتماندو قابل مشاهده است) در غرب قله، درهٔ بهوت کوسی به‌عنوان مرز غربی رولوالینگ هیمال قرار دارد. در شمال آن، منلونگ چو واقع شده که این کوه را از قلهٔ هم‌تراز خود، ملونگتسه، جدا می‌کند. در جنوب نیز، رودخانهٔ رولوالینگ چو جریان دارد که به گردنهٔ تسی لاپچا می‌رسد و دسترسی به منطقهٔ خومبو را فراهم می‌سازد. این کوه در بخش دولاخا واقع شده است.

## ویژگی‌های برجسته
این کوه دو قلهٔ اصلی دارد؛ قلهٔ شمالی که بلندتر است شانکار (تجلی شیوا) و قلهٔ جنوبی گوری (تجلی همسر شیوا) نامیده می‌شود. این کوه با ارتفاع چشمگیرش تنها ۵ کیلومتر از بهوت کوسی فاصله دارد و از هر سو با دیواره‌های شیب‌دار و خط‌الراس‌های بلند و برفی محافظت می‌شود.

## تاریخچهٔ صعود
اولین تلاش‌ها برای صعود به گوری‌شانکار در دهه‌های ۱۹۵۰ و ۱۹۶۰ انجام شد، اما وضعیت نامساعد جوی، بهمن‌ها و دیواره‌های یخی دشوار باعث شکست تمام گروه‌ها شد. از سال ۱۹۶۵ تا ۱۹۷۹، این کوه به‌طور رسمی برای صعود بسته بود. در سال ۱۹۷۹ که مجوز صعود صادر شد، یک گروه اعزامی آمریکایی-نپالی سرانجام از طریق وجه غربی به قله دست یافت. این مسیر از نظر فنی بسیار دشوار بود. وزارت گردشگری نپال در مجوز خود شرط کرده بود که تعداد کوهنوردان دو کشور در تیم صعود برابر باشد. جان روسکلی و دورجه شرپا این شرط را محقق ساختند.
در همان سال، یک گروه اعزامی بریتانیایی-نپالی به رهبری پیتر بوردمن از یال جنوب غربی که بلند و دشوار بود، صعود کردند. بوردمن، تیم لیچ، گای نیدهارت و پمبا لاما در تاریخ ۸ نوامبر ۱۹۷۹ به قلهٔ جنوبی «گوری» (۷۰۱۰ متر) دست یافتند. اگرچه آن‌ها موفق به پیمودن راه به سمت قلهٔ اصلی «شانکار» نشدند، اما صعودشان به‌خودی‌خود موفقیتی مهم به‌شمار می‌رفت.
در سال ۱۹۸۳، تیمی اسلوونیایی مجدداً به گوری‌شانکار صعود کرد. قلهٔ اصلی (۷۱۳۴ متر) در تاریخ ۱ نوامبر توسط اسلاوکو چانکار (سرپرست گروه)، بویان اشروت و اسمیلجان اسمودیش فتح شد؛ و سه روز بعد فرانکو پپیوینک و یوزه زوپان نیز به قله دست یافتند. آن‌ها از سمت چپ وجه جنوبی به یال جنوب غربی صعود کردند و سپس تا قلهٔ اصلی ادامه دادند.
نمایه هیمالیایی تنها دو صعود دیگر به قلهٔ اصلی گوری‌شانکار را ثبت کرده است. دومین صعود در بهار ۱۹۸۴ توسط وایمن کالبرث و انگ کامی شرپا از مسیری جدید در یال وجه جنوب غربی انجام شد. سومین صعود (و اولین صعود زمستانی) در ژانویهٔ ۱۹۸۶ توسط چوی هان-جو از کره جنوبی و انگ کامی شرپا به ثبت رسید.
در پاییز ۲۰۱۳، تیمی چهار نفره از کوهنوردان فرانسوی موفق به صعود کامل وجه جنوبی شدند. آن‌ها پس از رسیدن به بالای وجه جنوبی در ساعت ۴ عصر ۲۱ اکتبر، تصمیم گرفتند که راه را به قلهٔ جنوبی (۷۰۱۰ متر) ادامه ندهند. آن‌ها ۱۱ ساعت برای پایین آمدن به پای وجه وقت صرف کردند.

## ارجاعات فرهنگی
در شعر «Som dreng skar jeg skibe» از یوهانس ویلهلم ینسن به‌طور گذرا به گوری‌شانکار اشاره شده است.

## نگارخانه

نمای پانوراما از کوه گوری‌شانکار (۷۱۳۴ متر) از کالینچوک (۲۹۰۰ متر)
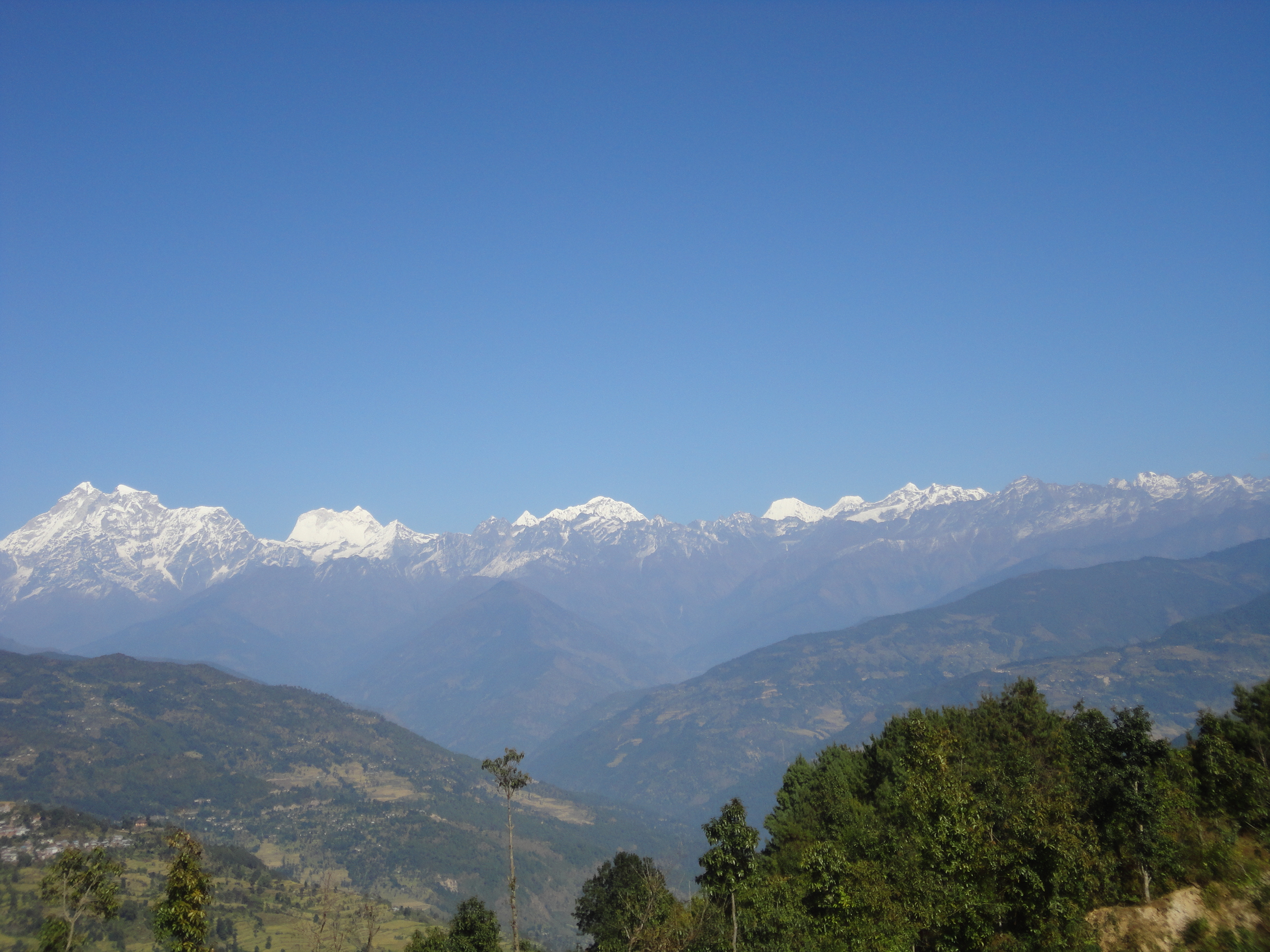
گوری‌شانکار
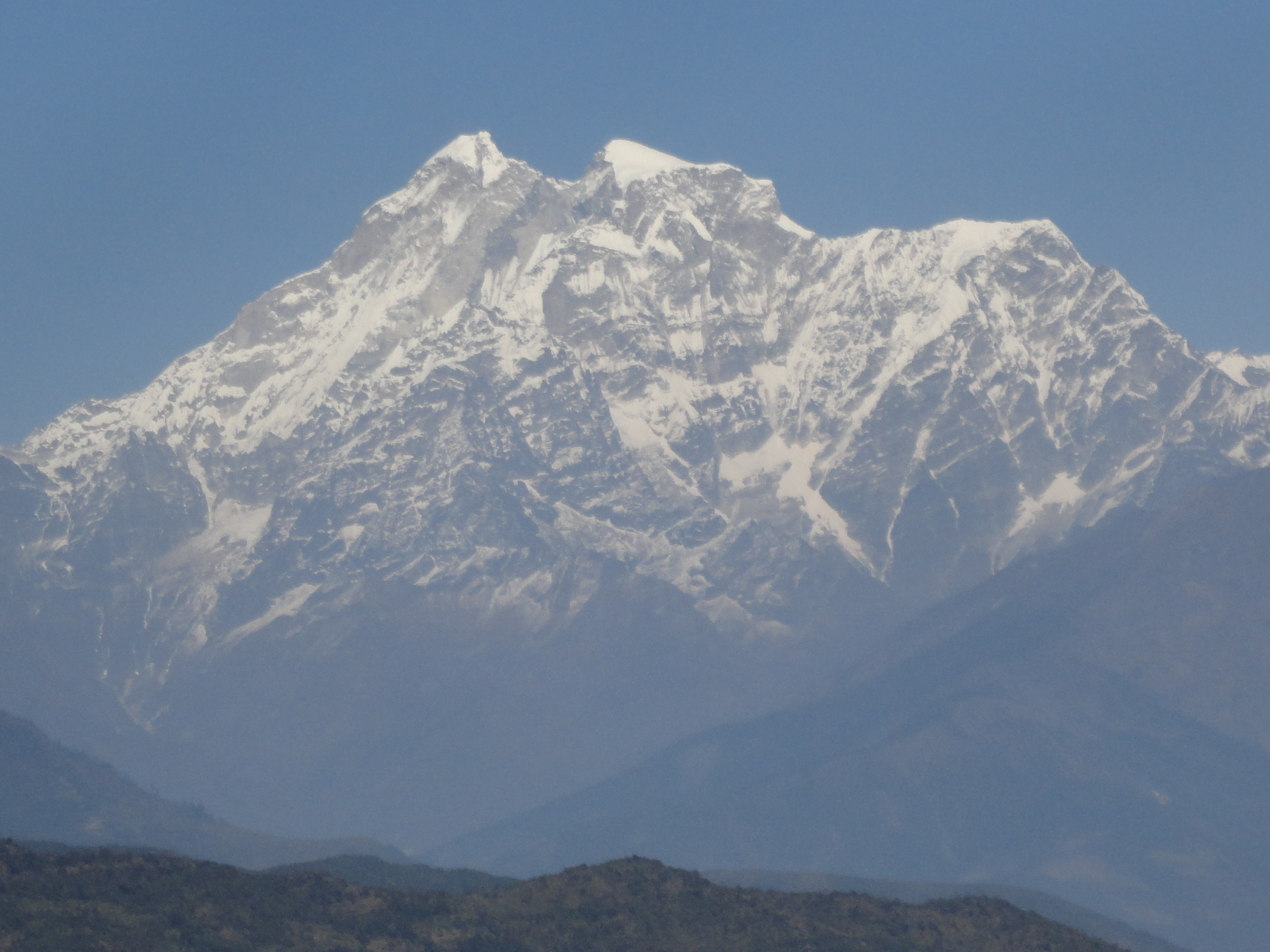
گوری‌شانکار